# 梅灘勸善站
梅灘勸善站（：／ Maetan-gwonseon yeok */?）是首都圈電鐵水仁·盆唐線沿線的一座地下車站，位於韓國京畿道水原市靈通區梅灘洞與勸善區勸善洞的邊界。

## 車站結構
站體為2面2線側式月台的地下車站，候車月台設有月台幕門。

### 月台配置
| ↑ 網浦     |
| \| １      |
| 水原市廳 ↓ |

| 月台 | 路線                   | 目的地                       |
| ---- | ---------------------- | ---------------------------- |
| 1    | ●首都圈電鐵水仁·盆唐線 | 水原、水原市廳方向           |
| 2    | ●首都圈電鐵水仁·盆唐線 | 往十里、牡丹、竹田、器興方向 |

## 历史
- 2013年11月30日 - 落成启用。

## 车站周边
- 明堂初等学校
- 梅岘中学校
- 梅岘初等学校
- 华虹高等学校
- 勸善洞聖堂
- 劝善高等学校
- 孝園高等学校
- 孝園初等学校
- 灵通区厅
- 遠川里川

## 相鄰車站
韓國鐵道公社
●首都圈電鐵水仁·盆唐線
緩行
網浦（K241）－梅灘勸善（K242）－水原市廳（K243）